# Juan Francisco Verdaguer
Juan Francisco Verdaguer (Montevideo, 30 de juliol de 1915 – Buenos Aires, 14 de maig de 2001) fou un humorista uruguaià que va tenir una destacada actuació en els escenaris de Llatinoamèrica, especialment a l'Argentina.

## Biografia
Verdaguer va néixer a Montevideo. Va debutar el 1932 a Córdoba (Argentina), en la pista del circ Continental, propietat de la família. El seu número consistia a romandre en l'últim travesser d'una escala de fulla única de cinc metres de llarg: "Per a fer aquesta prova no he de menjar. I per a poder menjar he de fer aquesta prova". Completava l'acte tocant Czardas, de Vittorio Monti o La Cumparsita en el seu violí: "El violí em va salvar de moltíssimes situacions perquè al principi havia d'empenyorar-lo sovint. Tantes vegades que el fill del prestador tocava millor que jo".
Va passar algun temps a Rio de Janeiro, Brasil. També va treballar a Nova Orleans, Estats Units, en espectacles de varieté. Va ser allí quan una nit, mentre tocava Em tornes boig en el seu violí, se li van trencar dues cordes, i va haver d'improvisar.
Verdaguer va realitzar moltes presentacions als Estats Units, Mèxic, Perú, Panamà, Xile, Uruguai, Brasil i Austràlia. Va ser a Mèxic on va tenir la seva primera gran experiència teatral com protagonista de Blum, que a Buenos Aires havia fet Enrique Santos Discépolo. "No vaig voler copiar les indicacions que sobre ell van voler donar-me. Ho vaig fer com ho sentia i afortunadament va resultar un èxit".
Seguidament va rebre una invitació del director cinematogràfic Mario Soffici per a ser el protagonista masculí de la pel·lícula dramàtica Rosaura a las diez, que va tenir excel·lent repercussió econòmica i artística.
Poc després va conèixer a Goar Mestre qui ho va contractar per a treballar a la televisió argentina, on va debutar el 1961 amb el seu espectacle Este loco, loco hotel, al llavors nou Canal 13 de Buenos Aires. Començava el seu programa amb un "senyor, senyora, no ha de sintonitzar el seu televisor... la meva cara és així".
Va ser Premi Konex 1981, com "Actor de Varietats".

## Cinema
Va participar en onze pel·lícules cinematogràfiques. La primera va ser la comèdia musical de 1951 Locuras, tiros y mambo, acompanyat pel grup Los Cinco Grandes del Buen Humor. Li van seguir Marido de ocasión (1952), La edad del amor (1954) i Estrellas de Buenos Aires (1956). El 1958 va fer l'esmentada Rosaura a las diez, sobre la novel·la de Marco Denevi.
Després va actuar en les comèdies La herencia de 1964, al costat de Nathán Pinzón i l'encara desconegut Alberto Olmedo, i Cleopatra era Cándida amb Niní Marshall, on es va afirmar en el seu perfil humorístic. Aquest mateix any va intervenir en La industria del matrimonio. El 1969 va protagonitzar Kuma Ching i el 1980 va fer La noche viene movida.
Molts anys després, el 1998, va filmar la seva última pel·lícula: El amateur. Considerava el llegendari Pepe Arias, com "el millor humorista" del país. Destacava especialment que, "sent un home cult, va fer un humor ben de Buenos Aires amb l'home comú".
L'últim espectacle ho va brindar al començament de 2001 al costat dels seus amics Mario Clavell i Carlos Garaycochea amb l'obra Másters. Va morir en maig de 2001 a Buenos Aires, Argentina.